# Alfred Chester Beatty

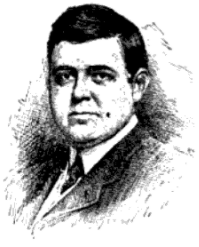
Alfred Chester Beatty

Sir Alfred Chester Beatty (* 7. Februar 1875 in New York, New York; † 19. Januar 1968 in Monte Carlo, Monaco) war ein US-amerikanischer Bergbauingenieur und Büchersammler.

## Leben
Beatty absolvierte die Columbia University in New York als Bergbauingenieur. Er machte sein Glück in Cripple Creek, Colorado, und in anderen  über die ganze Welt verstreuten Bergbaukonzernen. Er wurde oft als „Kupferkönig“ (King of Copper) bezeichnet.
Er war zeit seines Lebens ein passionierter Sammler und besaß in den 1940er Jahren eine bemerkenswerte und eindrucksvolle Sammlung orientalischen und westlichen Materials von der Antike bis zum Mittelalter. 1950 verlegte er seine Sammlungen nach Dublin in Irland. Die Chester Beatty Library, welche diese Sammlung beherbergt, zog 2000 von der Shrewsbury Road nach Dublin Castle. 1954 wurde er zum Ritter geschlagen, 1957 Ehrenbürger Irlands. Bei seinem Tod im Jahr 1968 erhielt er ein Staatsbegräbnis; er ist die einzige Privatperson in der irischen Geschichte, der eine solche Ehre zuteilwurde.
Einige für das Verständnis der Geschichte Ägyptens wertvolle Papyrushandschriften tragen den Namen von Chester Beatty; die Papyrus Chester Beatty (abgekürzt: pChester Beatty ...) und die  medizinischen Papyri Chester Beatty.
Für das Verständnis des Umfeldes des Alten und Neuen Testaments liefert die Sammlung wichtiges Quellenmaterial.